# Arosa Sociedad Cultural
Der Arosa SC ist ein spanischer Fußballverein aus der galicischen Stadt Vilagarcía de Arousa, südlich der Pilgerstadt Santiago de Compostela. Der 1945 gegründete Klub spielt in der Saison 2017/18 in der Tercera División, Gruppe I.

## Geschichte
In seiner über 70-jährigen Geschichte spielte die Arosa Sociedad Cultural fast ausschließlich in der Tercera División, die zunächst dritte Liga war, später nach Einführung der Segunda División B als vierte Liga fungierte. Der größte Erfolg des 1945 gegründeten galicischen Vereins war die Teilnahme an der Segunda División in der Saison 1949/50. Nach nur einem Jahr musste der Verein den Gang in die Tercera División antreten, da man auf Rang 31 als Vorletzter abschloss. Auch heute spielen die Galicier noch in der Tercera División, konnten an die Anfangserfolge jedoch nie anknüpfen.

## Stadion
Arosa spielt im Estadio A Lomba, welches eine Kapazität von 5.000 Zuschauern hat.

## Erfolge
- Der größte Erfolg des Arosa SC war die Teilnahme an der zweithöchsten spanischen Liga in der Spielzeit 1949/50.